# Morris Engel
Morris Engel (* 18. April 1918 in Brooklyn/New York City; † 5. März 2005 ebenda) war ein US-amerikanischer Photograph, Kameramann, Drehbuchautor und Regisseur.
Engel, der sich seit seiner Kindheit für Photographie interessierte, nahm 1935 an einem Kurs der Photo League mit Berenice Abbott teil. Er trat später der Feature Group der League teil und wirkte u. a. an Aaron Siskinds Projekt Harlem Document teil. 1939 erhielt er mit der Unterstützung von Paul Strand eine Einzelausstellung an der The New School for Social Research, und er arbeitete an Strands Monumentalfilm Native Land mit. 1940 wurde er Photograph bei Ralph Ingersolls Zeitung PM. Von 1941 bis 1945 war er Chief Photographer’s Mate bei der U.S. Navy.
Von 1945 bis 1947 arbeitete er erneut für PM, danach für andere Zeitungen, darunter Ladies Home Journal, McCall’s, Collier’s, Fortune und This Week. 1951 drehte er den Kurzfilm The Farm They Won, im Folgejahr entstand in Zusammenarbeit mit Raymond Abrashkin und Ruth Orkin (die er im gleichen Jahr heiratete), den Film Der kleine Ausreißer (Little Fugitives), an dem er als Kameramann, Coautor und -regisseur beteiligt war. Für diesen Film erhielt er 1954 eine Oscarnominierung in der Kategorie Beste Originalgeschichte.
Mit Ruth Orkin drehte Engel Lovers and Lollipops (1955), Weddings and Babies (mit Viveca Lindfors, 1958) und I Need a Ride to California (1968). 1962 entstand der Film The Dog Lover mit Jack Guilford. Daneben arbeitete Engel für das Fernsehen und drehte Werbefilme. In den 1970er und 1980er Jahren kehrte verstärkt zur Photographie zurück. In den 1990er Jahren schließlich entstanden die Videofilme A Little Bit Pregnant (1994) und Camellia (1998).